# Refuge de ski Glacier Point
Le refuge de ski Glacier Point, en anglais Glacier Point Ski Hut, est un refuge de montagne américain dans le comté de Mariposa, en Californie. Situé à Glacier Point, dans la sierra Nevada, ce bâtiment construit dans un style rustique est protégé au sein du parc national de Yosemite. D'une capacité de 20 skieurs, il est géré par Aramark, qui le transforme en boutique de souvenirs hors de la saison hivernale.